# Hradisko (přírodní památka)
Hradisko je přírodní památka východně od města Moravská Třebová v okrese Svitavy. Spravuje ji Krajský úřad Pardubického kraje. Důvodem ochrany je přestárlý bor s vitálním bukem a bohatou květenou. V chráněném území se dochovaly terénní relikty hradu Třebovské hradisko ze třináctého století.